# نغوين هوو تانغ (لاعب كرة قدم)
نغوين هوو تانغ (بالفيتنامية: Nguyễn Hữu Thắng) (ولد في 1972 في محافظة ني أن في فيتنام. - ) هو مدرب كرة قدم ولاعب كرة قدم فيتنامي في مركز الدفاع.

## مشاركته الوطنية
شارك مع منتخب فيتنام لكرة القدم.

## مشاركته مع الأندية
أما مع النوادي، فقد لعب مع نادي سونغ لام نغي أن.

## وصلات خارجية
- نغوين هوو تانغ (لاعب كرة قدم) على موقع ناشيونال فوتبول تيمز (الإنجليزية)